# Русская Германия
«Ру́сская Герма́ния», с 2022 года «Редакция Германия» — независимая еженедельная газета, выходящая на русском языке в Германии. Главным образом предназначена для иммигрантов из стран бывшего СССР, а также для немцев, читающих по-русски. Представлена, кроме Германии, и в других европейских странах. Выходит по средам. Распространяется по подписке и через розничную продажу в газетных киосках и «русских» магазинах. С марта 2022 года газета называется «Редакция Германия». С 2023 существует только онлайн-версия. В бумажном виде не издается.

## Направленность
«Русская Германия» — общая газета, освещающая политические, общественные, экономические, культурные, спортивные события жизни Германии, Европы и стран бывшего СССР.

## Регионы распространения
«Русская Германия» выходит в 4 различных версиях, в зависимости от региона распространения: «Русская Германия — Бавария» в Баварии, «Рейнская газета» в Северном Рейне-Вестфалии, «Русский Берлин» в Берлине и, собственно, «Русская Германия» для остальных регионов страны. «Русская Германия» распространяется также и в других странах Европы.

## История
Газету основали в Берлине в 1996 году иммигранты из бывшего СССР — Светлана Леках, братья Борис и Дмитрий Фельдманы и Дмитрий Надь.
Первый номер вышел 18 июня того же года. Его объем составлял 12 черно-белых страниц. Это был первый в послевоенной Германии еженедельник на русском языке. Сейчас объем одного выпуска составляет от 50 до 70 полноцветных страниц.
Изначально газета называлась «Русский Берлин» и распространялась только в столице Германии. В 1997 году вышла общегерманская версия «Русская Германия», а «Русский Берлин» стал соответственно региональным вариантом общегерманского еженедельника. В 2000 году последовала региональная версия для Северного Рейна-Вестфалии («Рейнская газета») и в 2002 — для Франкии («Русская Германия — Франкия»). Впоследствии «Русская Германия — Франкия» была переименована в «Русскую Германию — Баварию» и соответственно расширен регион распространения. В 2007 году «Рейнская газета» была реорганизована при участии немецкого издательства WAZ-Mediengruppe в ежедневную газету, однако в 2008 году это издание вернулось к еженедельному ритму. 

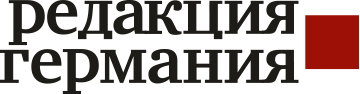
Логотип газеты "Редакция Германия"

После начала вторжения России в Украину газета стала называться "Редакция Германия".

## Разное
Для собственного обозначения издание использует аббревиатуру, заключённую в кавычки — «РГ/РБ».

## Награды
- Почётная грамота Правительства Российской Федерации (9 июня 2011 года) — за большой вклад в сохранение русского языка и культуры, а также в дело консолидации соотечественников за рубежом[3].